# Peso de volumen
El peso de volumen, o también peso volumétrico, es una convención en el ámbito del transporte de mercancías, en régimen de grupaje, para aplicar las tarifas del flete (incluso en envíos por correo postal) o por peso o por volumen de la mercancía. Físicamente, el término no tiene sentido.
El concepto de peso de volumen se introdujo para valorar de forma razonable el coste del flete de productos voluminosos pero ligeros. Estos productos pagarían una tarifa baja debido a su peso pero aún ocupan espacio en el medio de transporte y deben asumir el coste de ese espacio que ocupan, su propio volumen.
La fórmula para calcular el «peso de volumen» la introdujo la Asociación de Transporte Aéreo Internacional, IATA; se basa en las dimensiones del envío o remesa.
{\displaystyle {{\text{Peso de volumen }}(kg)}={\frac {{\text{largo }}(cm)*{\text{ancho }}(cm)*{\text{alto }}(cm)}{\text{Coeficiente de estiba IATA}}}}

## Concepto
Tradicionalmente, el coste del flete se calculaba teniendo en cuenta el peso en kilogramos (o libras). Al aplicar la tarifa solamente por el peso, las mercancías menos pesadas o de baja densidad, no resultaban rentables para los transportistas o porteadores, debido a la cantidad de espacio que ocupaban en el buque/avión/camión comparada con su peso. El concepto de «peso de volumen» es una convención adoptada por las empresas dedicadas al transporte de mercancías para establecer el flete debido al espacio tridimensional que ocupa la misma.
UPS y FedEx anunciaron, en 2015, que los fletes de todos los transportes (aéreo y terrestre) se calcularían a partir del mayor de los dos siguientes: peso de báscula y peso de volumen.

## Cálculo
El peso de volumen es una convención para calcular un peso «equivalente al volumen» de la mercancía que se debe transportar. Este peso, teóricamente, es lo que pesaría la mercancía si tuviera una densidad mínima, establecida por el porteador o transportista. Si la mercancía tuviera un densidad inferior a este mínimo prefijado, el peso real (de báscula) es irrelevante ya que el porteador facturará por el volumen de la carga, como si tuviera la densidad prefijada (lo que hubiera pesado la carga si hubiera tenido la densidad prefijada).
Además, el volumen utilizado para calcular el peso de volumen puede no corresponder con el volumen real de la mercancía. El porteador mide las tres dimensiones (X, Y, Z) por la línea mayor para calcular el volumen de la carga. Si la carga es un ortoedro, coincide con el volumen real de la mercancía; pero si tiene forma irregular, el cálculo proporcionará una cifra mayor que el volumen real, ya que está impidiendo que otra mercancía ocupe ese espacio.  
Los porteadores y transportistas para aplicar las tarifas de transporte, utilizan el llamado «peso tarifario», que es el mayor de:
- Peso de báscula
- Peso de volumen

El peso de volumen se calcula con la fórmula siguiente:
{\displaystyle {{\text{Peso de volumen }}(t)}={\frac {{\text{largo }}(m)*{\text{ancho }}(m)*{\text{alto }}(m)}{{\text{Factor de estiba }}(m^{3}/t)}}}
Las medidas deben estar todas en las mismas unidades: Sistema Internacional de Unidades (m, cm, kg y t) y Sistema anglosajón de unidades (pie, pulgada, libra) y el factor de estiba debe expresarse de forma coherente con las unidades utilizadas.
El factor de estiba es la relación entre el volumen ocupado y el peso de una mercancía que se debe transportar. Cada medio de transporte tiene un coeficiente propio:
| Transporte marítimo      | 1 m³ ⇔ 1000 kg o 1 t | 1 t ⇔ 1 m³                 |
| Transporte por carretera | 1 m³ ⇔ 333,33 kg     | 1 t ⇔ 3 m³                 |
| Transporte ferroviario   | 1 m³ ⇔ 250 kg        | 1 t ⇔ 4 m³                 |
| Transporte aéreo         | 1 m³ ⇔ 166,66 kg     | 1 t ⇔ 6 m³ 1 kg ⇔ 6000 cm³ |
| Grupaje                  | 1 m³ ⇔ 142,86 kg     | 1 kg ⇔ 7000 cm³            |